# ゼネラル・エレクトリック YJ101
YJ101は、ゼネラル・エレクトリック（現GE・アビエーション）が開発した航空機用アフターバーナー付きターボジェットエンジンである。

## 概要
YJ101はゼネラル・エレクトリックのプライベートベンチャーで開発されていたGE15/J1A5を元としたもので、新概念のコンティニュアス・ブリード式と呼ばれる方式を採用しており、バイパス比が0.2台と非常に低く、ターボファンとターボジェットの中間的なものとなっている。
1972年4月には、軽量戦闘機計画で開発中であったYF-17のエンジンとして選択され、開発予算として1,010万USドルが割り当てられ同時にYJ101の型式番号が与えられた。1974年6月にはYF-17に搭載され初飛行が行われた。1972年7月から始まった予備飛行評価試験（PFRT）は1973年の終わりには完了し、1975年初めに開発は完了した。
しかし、軽量戦闘機計画でF-16が採用されたことにより本エンジンの採用もなくなったため量産されることはなかった。後に、YF-17が艦上戦闘機として改良されF/A-18として実用化された際に本エンジンもマイナーチェンジが加えられ、ターボファン化が行われたゼネラル・エレクトリック F404として採用が行われている。

## 仕様（YJ101-GE-100）
一般的特性
- 形式: アフターバーナー付きターボジェットエンジン
- 全長: 3.68 m (145 in)
- 直径: 0.83 m (32.5 in)
- 乾燥重量: 1,850 lb (840 kg)

構成要素
- 圧縮機: 1段軸流圧縮機
  - バイパス比: 0.25:1
- 燃焼器: アミュラ型
- タービン: 3段低圧・7段高圧タービン

性能
- 推力: 65.8 kN（14,800lb）
- 全圧縮比（英語版）: 25:1
- 燃料消費率: 

  - ミリタリースラスト:
  - フルアフターバーナー:
- 出力重量比:

出典: Flightglobal.comより

## 搭載機
- YF-17